# Nicholas Pyle
Nicholas Pyle (Newcastle upon Tyne, 17 dicembre 2000) è un nuotatore britannico.

## Biografia
Ai campionati europei di nuoto di Glasgow 2018 la medaglia d'oro nella staffetta 4x100 metri misti, gareggiando con i connazionali Adam Peaty, James Guy, Duncan Scott, Brodie Williams, James Wilby e Jacob Peters e nella staffetta mista 4x100 metri misti, con Georgia Davies, Adam Peaty, James Guy, Freya Anderson e Charlotte Atkinson.

## Palmarès
- Europei:

Glasgow 2018: oro nella 4x100m misti e nella 4x100m misti mista.
- Europei giovanili

Helsinki 2018: argento nella 4x100m misti mista e bronzo nei 100m dorso.